# 檀梨属
檀梨属（学名：Pyrularia）是檀香科下的一个属，为落叶灌木或乔木植物。该属共有4种，分布于北美和喜马拉雅。